# 蒂夫瓦倫湖

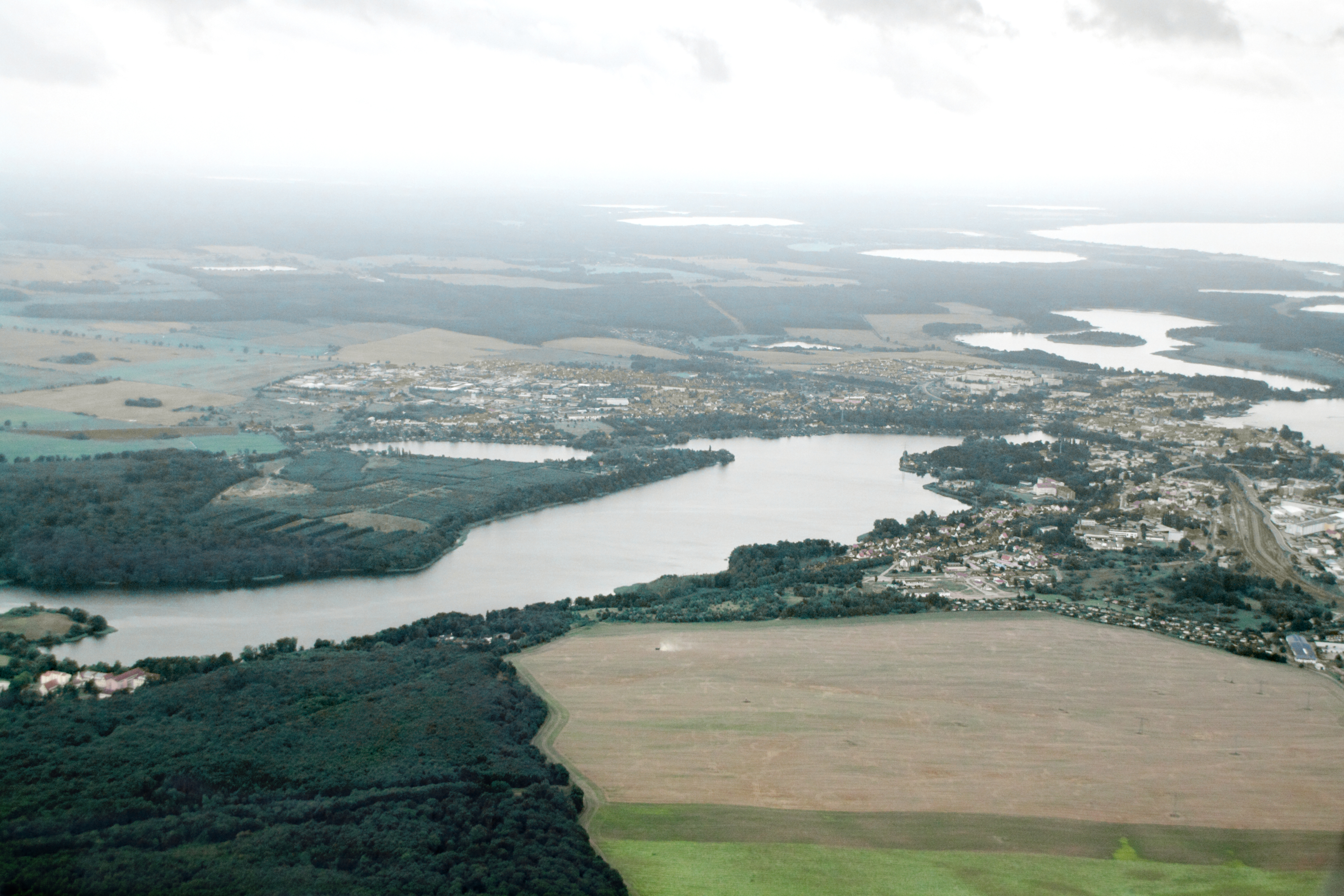

53°31′40″N 12°41′30″E / 53.52778°N 12.69167°E
蒂夫瓦倫湖（德語：Tiefwarensee），是德國的湖泊，位於該國東北部梅克倫堡-前波美拉尼亞州，由梅克倫堡湖區郡負責管轄，長2.6公里、寬0.8公里，面積1.4平方公里，海拔高度63米，平均水深9.6米，最大水深23.6米，水體容量1,358萬立方米。